# 新普韋布洛區 (欽查省)
13°24′17″S 76°07′37″W / 13.4048°S 76.1270°W
新普韋布洛區（西班牙語：Distrito de Pueblo Nuevo）是秘魯的一個區，位於該國中南部伊卡大區的欽查省，始建於1965年1月29日，面積209.5平方公里，海拔高度149米，2005年人口47,150，人口密度每平方公里230人。